# Colegio de Santa María de Jesús

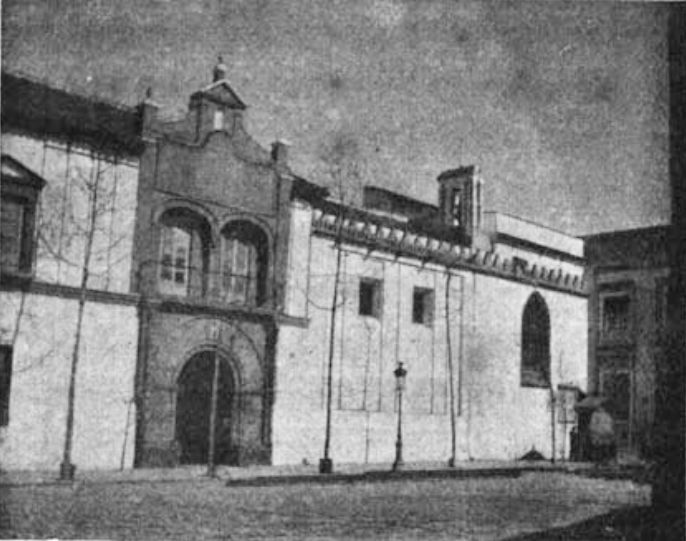
El Colegio de Santa María de Jesús en 1899. A la derecha se encuentra la capilla, que en la actualidad se conserva.

El Colegio de Santa María de Jesús fue una institución educativa de Sevilla, España, fundada en 1505 por Rodrigo Fernández de Santaella. Es el origen de la Universidad de Sevilla, que fue separada de él en el siglo XVIII. El colegio existió hasta 1836.

## Historia
El clérigo Rodrigo Fernández de Santaella quiso fundar una institución educativa en Sevilla. Isabel la Católica le escribió tres cartas apoyando su proyecto en el año 1500. En 1502 una cédula de los Reyes Católicos le autorizó a crear un Estudio General con cátedras de teología, cánones, leyes, medicina y artes liberales.
Una bula del papa Julio II de 1505 le autorizó para crear un colegio que impartiese artes, lógica, filosofía, teología y derecho canónico y civil. Una nueva bula de Julio II de 1508 añadió los estudios de medicina y le reconocía unas condiciones semejantes a la de la Universidad de Salamanca.
La institución también estuvo regulada por los dos testamentos de Rodrigo y las constituciones redactadas por este, que fueron modificadas sustancialmente por su sucesor en la canonjía magistral, Martín Navarro. De este modo, las normas primitivas aprobadas por Rodrigo establecían que el colegio fuese para todo el mundo, con independencia de su linaje, mientras que con la reforma de las constituciones quedó solo para los que acreditasen limpieza de sangre.
El colegio empezó a albergar estudiantes en 1516.
En 1623 pasó a ser protector del mismo el conde-duque de Olivares y el rey lo visitó en 1624.
En 1769 Pablo de Olavide separó el colegio de la universidad que albergaba, trasladándose esta a la antigua casa profesa de los jesuitas de la calle Laraña.
El colegio quedó reducido entonces a una mera residencia de becarios. Entre 1800 y 1801 fue rector José María Blanco White, que entonces era sacerdote católico. En 1822, durante el Trienio Liberal, se suprimió. Con la vuelta de Fernando VII al poder absoluto en 1823, se restableció pero el número de colegiales mermó hasta que fue suprimido en 1836. El edificio sirvió de seminario diocesano. La Capilla de Santa María de Jesús fue declarada monumento nacional por iniciativa de José Gestoso en 1901 y, en la década de 1920, fue derribado el resto del colegio para el ensanche que permitió la existencia de la actual avenida de la Constitución.